# Na Haeo (huyện)
Na Haeo (tiếng Thái: นาแห้ว) là huyện (amphoe) cực tây của tỉnh Loei, đông bắc Thái Lan.

## Lịch sử
Na Haeo đã là vùng nông thôn của huyện Dan Sai. Chính quyền đã tách hai tambon Na Haeo và Na Phueng từ huyện Dan Sai để lập tiểu huyện (King Amphoe) vào ngày 15 tháng 2 năm 1970. Đơn vị này đã được nâng cấp thành huyện ngày 8 tháng 9 năm 1976.

## Địa lý
Các huyện giáp ranh (từ phía đông theo chiều kim đồng hồ) là Dan Sai của tỉnh Loei, Nakhon Thai và Chat Trakan của tỉnh Phitsanulok. Về phía bắc là tỉnh Xaignabouli của Lào.
Nguồn nước chính ở đây là sôngHueang.
Vườn quốc gia Phu Suan Sai nằm ở huyện này.

## Hành chính
Huyện này được chia thành 5 phó huyện (tambon), các đơn vị này lại được chia ra thành 34 làng (muban). Na Haeo là một thị trấn (thesaban tambon) nằm trên một phần của  tambon Na Haeo. Có 4 Tổ chức hành chính tambon.
| STT | Tên        | Tên tiếng Thái | Số làng | Dân số |  |
| --- | ---------- | -------------- | ------- | ------ |  |
| 1.  | Na Haeo    | นาแห้ว          | 7       | 2.020  |  |
| 2.  | Saeng Pha  | แสงภา          | 6       | 1.782  |  |
| 3.  | Na Phueng  | นาพึง           | 8       | 2.123  |  |
| 4.  | Na Ma La   | นามาลา         | 8       | 2.920  |  |
| 5.  | Lao Ko Hok | เหล่ากอหก       | 5       | 2.166  |  |